# Милн-Бей
Милн-Бей (англ. Milne Bay Province) — провинция Папуа — Новой Гвинеи, расположенная в юго-восточной части острова Новая Гвинея и на более 600 прибрежных островах, из которых около 160 обитаемы. Административный центр провинции — город Алотау.

## География
Общая площадь провинции — 14 196 км². Примерно 25 % от общей площади составляют 10 крупных и 150 более мелких островов и атоллов.
К крупнейшим островам провинции относятся:
- Острова Д'Антркасто, в том числе, Гуденаф (Нидула), Фергуссон (Моратау), Санароа, Добу и Норманби (Дуау).
- Острова Тробриан, в том числе, Киривина, Каилеуна, Вакута и Китава.
- Острова Амфлетт.
- Вудларк.
- Острова Луизиада, в том числе, Россел (Йела), Тугала (Садест, Ванатинаи), Мисима.
- Самараи.
- Квато, Дека-Дека, Логеа, Салиба, Басилаки и Сидеиа.
- Острова Энджиниер, в том числе Тубетубе и Кораиве.

## Население
Численность населения Милн-Бей — 276 512 человека (2011 год). Местные жители разговаривают на 48 коренных австронезийских языках. Многие жители свободно общаются на английском языке.

## Экономика
Основу местной экономики составляет сельское хозяйство и туризм. Для экспорта производится пальмовое масло, древесина, какао, кофе. На отдельных островах ведутся горные разработки.